# 윌리 에르난고메스
기예르모 구스타보 "윌리" 에르난고메스 헤우에르(스페인어: Guillermo Gustavo "Willy" Hernangómez Geuer, 1994년 5월 27일~)는 스페인의 농구 선수로 포지션은 센터이다. 현재 리가 ACB의 팀인 FC 바르셀로나 소속으로 뛰고 있으며 이전에는 레알 마드리드와 전미 농구 협회(NBA)의 뉴욕 닉스, 샬럿 호니츠, 뉴올리언스 펠리컨스 소속으로 활약했다.
국제 대회에서는 스페인 대표팀의 일원으로 활약하고 있으며 2016년 하계 올림픽에서 동메달을 획득했고 2019년 FIBA 농구 월드컵에서 우승을 차지했다. 유로바스켓에서 2회 우승(2015, 2022)을 차지했으며 2022년 대회에서는 대회 최우수 선수(MVP)로 선정되었다.
동생인 후안초도 농구 선수로 활동하고 있다.